# Mate y espíritu
Mate y espíritu è il terzo album in studio del disc jockey e produttore discografico italo-argentino Shablo, pubblicato il 22 gennaio 2016 dall'etichetta Avantguardia.

## Descrizione
Il progetto discografico si compone di undici tracce scritte e composte dallo stesso produttore e contiene undici collaborazioni con Benny Lendano, Big Joe, Bobby Humphrey, Caprice, Charlie Charles, Drew Williams, Mica Ela, Mumi, Next of Kin, Ninthe, P-Funking Horns e Raffaella Hebert.

## Tracce
Testi e musiche di Pablo Miguel Lombroni Capalbo.
1. Timeless Spirit – 3:32
2. Chessplaying This Dame (feat. Raffaella Hebert) – 4:01
3. Miss You (feat. Next of Kin) – 3:57
4. Who I Am (feat. Ninthe) – 3:29
5. Remember (feat. Mumi) – 3:29
6. Superstition (feat. Benny Lendano) – 4:15
7. Skyscrapers (feat. Drew Williams e Bobby Humphrey) – 4:35
8. About You (feat. Next of Kin) – 4:06
9. Goot to Be You (feat. Caprice) – 3:49
10. Melody Dream (feat. Raffaella Herbert, Big Joe e P-Funking Horns) – 5:24
11. In Your Mind (feat. Mica Ela e Charlie Charles) – 4:19